# (7939) Asphaug
(7939) Asphaug (1991 AP1) – planetoida z grupy pasa głównego asteroid okrążająca Słońce w ciągu 3,64 lat w średniej odległości 2,36 j.a. Odkryta 14 stycznia 1991 roku.